# Đạo luật An ninh Quốc gia Hoa Kỳ 1947
Đạo luật An ninh Quốc gia năm 1947 tái cấu trúc các cơ quan quân sự và tình báo của chính phủ Hoa Kỳ sau Chiến tranh thế giới thứ hai. Phần lớn các điều khoản của Đạo luật có hiệu lực vào ngày 18 tháng 9 năm 1947, một ngày ngay sau khi Thượng viện Hoa Kỳ xác nhận James Forrestal là Bộ trưởng Quốc phòng đầu tiên của Hoa Kỳ.
Đạo luật sáp nhập Bộ Chiến tranh (đổi tên thành Bộ Lục quân) và Bộ Hải quân thành Cơ sở Quân sự Quốc gia (NME), do Bộ trưởng Bộ Quốc phòng đứng đầu. Đạo luật cũng thành lập quân chủng mới tên là Bộ Không quân. Đạo luật giữ lại lực lượng Thủy quân lục chiến như một quân chủng độc lập, thuộc Bộ Hải quân.
Ngoài việc tổ chức lại quân đội, đạo luật đã thành lập Hội đồng An ninh Quốc gia và Cơ quan Tình báo Trung ương, cơ quan tình báo phi quân sự thời bình đầu tiên của Hoa Kỳ.

## Lịch sử
Đạo luật An ninh Quốc gia năm 1947  tái cấu trúc lại các cơ quan quân sự và tình báo của chính phủ Hoa Kỳ sau Thế chiến II. Áp dụng Học thuyết Truman và Kế hoạch Marshall, những thay đổi của đạo luật nằm trong khuôn khổ chiến lược Chiến tranh Lạnh của chính quyền Truman. Việc ký kết đạo luật diễn ra trên chiếc VC-54 C của Truman mang tên Holy Cow, chiếc máy bay đầu tiên được sử dụng cho vai trò của một chuyên cơ chở Tổng thống Hoa Kỳ.
Phần lớn các điều khoản của Đạo luật có hiệu lực vào ngày 18 tháng 9 năm 1947, một ngày sau khi Thượng viện xác nhận James Forrestal là Bộ trưởng Quốc phòng đầu tiên của Hoa Kỳ. Tuy nhiên quyền lực của bộ trưởng ban đầu bị hạn chế, gây khó khăn cho bộ trưởng khi thực thi quyền lực. Nhờ đạo luật sửa đổi vào năm 1949, Bộ Quốc phòng đã gỡ bỏ hạn chế này.

## Ảnh

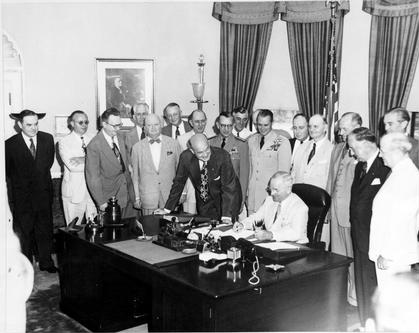
Tổng thống Truman ký Đạo luật An ninh Quốc gia sửa đổi năm 1949 tại Phòng Bầu dục.
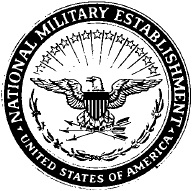
Con dấu thành lập quân đội quốc gia (1947, 1919), sau này được đổi tên thành Bộ Quốc phòng.
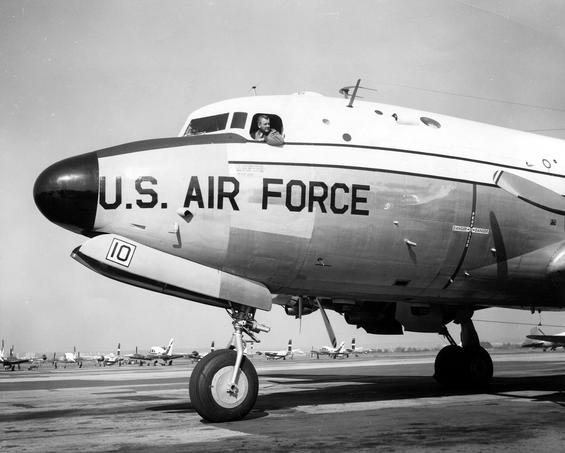
Tổng thống Truman ký Đạo luật An ninh Quốc gia năm 1947 trên VC-54C, chiếc máy bay đầu tiên được sử dụng làm chuyên cơ chở Tổng thống.